# Abigail (film 2024)
Abigail è un film del 2024 diretto da Matt Bettinelli-Olpin e Tyler Gillett. 
La pellicola, liberamente ispirata al film La figlia di Dracula, segna l'ultima apparizione sullo schermo di Angus Cloud, morto durante le riprese.

## Trama
A New York City, la giovane ballerina Abigail viene rapita da sei criminali e portata nell'isolato Wilhelm Manor. Prima di partire, il loro leader Lambert ordina loro di sorvegliare Abigail per 24 ore, a quel punto riceveranno una quota uguale di un riscatto di 50 milioni di dollari pagato da suo padre. Usando nomi falsi per evitare che qualsiasi membro identifichi gli altri, il gruppo è composto da: ex medico dell'esercito e tossicodipendente in recupero Joey; l'ex detective della polizia di New York Frank; l'hacker in cerca di emozioni forti Sammy; l'ex cecchino dei marine Rickles; lo stupido agente della mafia Peter; e l'autista sociopatico Dean.
Sebbene riluttante a continuare con il piano poiché non sapeva che l'obiettivo era un bambino, Joey ha il compito di gestire Abigail. Joey è comprensiva con lei, condividendo che ha un figlio e promettendo di proteggerla dai pericoli. Abigail ammette che suo padre non si preoccupa per lei e non pagherà il riscatto, prima di scusarsi per quello che succederà in futuro. Turbato dalle parole di Abigail, Frank la affronta violentemente, apprendendo che suo padre è Kristof Lazaar, un potente quasi mitico signore del crimine.
Dopo aver flirtato senza successo con Sammy, Dean entra nel seminterrato dove viene attaccato da un invisibile aggressore. Indagando sulle sue urla, Sammy trova il cadavere decapitato di Dean. Il gruppo si rende conto che Valdez, il leggendario sicario violento di Lazaar, deve essere all'interno della casa e cercano di andarsene, ma il sistema di sicurezza della casa sigilla la proprietà, impedendo la fuga. Mentre cerca una via d'uscita, Rickles viene mutilato e ucciso. Il gruppo affronta Abigail per avere informazioni, ma lei si trasforma in un vampiro, rivelando di essere lei stessa Valdez. Frank spara ad Abigail ma le sue ferite guariscono immediatamente e il gruppo fugge terrorizzato.
Ritornano e attaccano Abigail con tòpoi della tradizione vampirica come aglio e crocifissi, ma la sua forza e velocità le permettono di sopraffare facilmente e impedire al gruppo di pugnalarla al cuore con paletti di legno. Joey riesce comunque a rendere inabile Abigail con un tranquillante, non prima però che lei morda Sammy. Al risveglio, Abigail, imprigionata dentro una gabbia, rivela di conoscere le vere identità del gruppo e ha fatto in modo che la rapissero, tramite Lambert, in modo che possa ucciderli per divertimento, poiché ognuno ha fatto un torto a suo padre. Joey deduce che Abigail ha ucciso dozzine di nemici di suo padre nel tentativo fallito di guadagnarsi il suo amore .
Abigail si libera facilmente e attacca Frank, ma Joey strappa delle assi di legno da una finestra per esporla alla luce del sole, che la ferisce gravemente. Mancano solo poche ore al tramonto, il gruppo si divide per trovare una via di fuga, ma Sammy si trasforma in una schiava vampira sotto il controllo di Abigail e uccide Peter. La bambina ordina a Sammy di attaccare Frank e Joey, costringendo la seconda a uccidere l'ex complice con la luce solare riflessa.
Lambert attira Frank e Joey nella stanza di sicurezza nascosta, dove rivela che Abigail lo aveva trasformato in un vampiro anni prima per aver aiutato Frank a evitare l'ira di Lazaar. Frank permette a Lambert di trasformarlo in un vampiro in modo che possano lavorare insieme per uccidere Abigail e Lazaar, ma, dopo la sua trasformazione, Frank uccide Lambert per averlo ingannato. Abigail attacca Frank, ma lui la sopraffà e le prosciuga il sangue, lasciandola indebolita, per poi decidere di attaccare anche Joey. Messa alle strette, Joey lascia un messaggio telefonico al figlio, scusandosi per essere stata assente dalla sua vita per molti anni. Dopo uno scontro dove Abigail e Joey si alleano temporaneamente contro il mostro, Frank morde Joey, con l'intenzione di trasformarla nella sua schiava e costringerla ad uccidere Abigail e infine suo figlio. Tuttavia, la trasformazione di Joey fallisce a causa dell'inesperienza di Frank con le sue nuove abilità, e lei e Abigail si alleano e lo uccidono.
Abigail incoraggia Joey ad andarsene e ad essere presente nella vita di suo figlio, ma Lazaar arriva e minaccia la donna. Abigail difende Joey per essere stata presente quando aveva bisogno di lei mentre Lazaar non lo era. Sebbene Lazaar la confuti con rabbia, cede per il bene di Abigail e permette a Joey insanguinata e malconcia di andarsene.

## Produzione
Nell'aprile 2023 è stato annunciato che la Radio Silence Productions avrebbe prodotto un film horror thriller con Melissa Barrera, a cui si sono uniti il mese dopo anche Dan Stevens, Kevin Durand, Alisha Weir, Kathryn Newton, Angus Cloud e Giancarlo Esposito. 
Le riprese principali sono iniziate alla fine di giugno a Dublino e, dopo essere stata interrotte dallo sciopero SAG-AFTRA, sono terminate a metà dicembre.

## Promozione
Il primo trailer è stato diffuso l'11 gennaio 2024.

## Distribuzione
Il film è stato distribuito nelle sale statunitensi il 19 aprile 2024. In Italia è uscito il 16 maggio dello stesso anno.

## Accoglienza

### Incassi
Il film ha incassato 25867515 $ in Nordamerica e 16923934 $ nel resto del mondo, per un totale di 42791449 $.

### Critica
Su Rotten Tomatoes l'83% delle 222 recensioni critiche è positivo, su Metacritic il voto medio di 38 critici è 62/100.